# Sakis Rouvas
Sakis Rouvas, în limba greacă: Αναστάσιος "Σάκης" Ρουβάς (n. 5 ianuarie 1972, Mantouki), cunoscut ca Sakis, este un cântăreț grec, artist de televiziune și de film, om de afaceri care este unul din cei mai de succes întreprinzători din toate timpurile din Grecia și Cipru. Și-a început cariera ca atlet, iar în muzică și-a făcut debutul în 1991 și a devenit unul din cei mai populari cântăreți din Grecia, fiind responsabil pentru popularizarea muzicii vest-europene în Grecia și Cipru. 
A fost citat de mulți ca un fenomen. Împreună cu managerul Elias Psinakis au făcut o alianță vestită în show businessul grecesc. Și-a reprezentat țara la concursurile muzicale Eurovision din 2004 și 2009.
1. ↑  „Sakis Rouvas”, Gemeinsame Normdatei, accesat în 10 decembrie 2014